# Василев, Цоньо
Цоньо Дими́тpoв Вacи́лeв (болг. Цoньo Димитpoв Вacилeв; 7 января 1952, Тырговиште — 2 июня 2015, Шумен) — болгарский футболист и футбольный тренер, участник чемпионата мира 1974 года.

## Биография

### Клубная карьера
Василев начал карьеру в «Волов Шумен», в котором играл три сезона. Летом 1973 года перешёл в софийский ЦСКА, в котором отыграл 8 сезонов, выиграв в составе «армейцев» 4 чемпионских титула и Кубок Болгарии 1974 года.
Затем вернулся в «Волов Шумен», где играл в течение трёх сезонов, а затем уехал на Кипр, где играл за «Этникос» из Ахны. Завершил карьеру в клубе «Волов Шумен» в возрасте 33 лет.

### Международная карьера
В составе сборной Болгарии был участником чемпионата мира 1974 года, на котором сыграл три матча. Всего за сборную Болгарии сыграл 42 матча, в которых забил 2 гола.

### Тренерская и политическая карьера
Работал главным тренером «Черно море» в 1997 году.
С 2007 по 2011 год входил в Городской совет города Шумен, получив в 2007 году звание «Почётный гражданин города».

### Смерть
Погиб 2 июня 2015 года в возрасте 63 лет от травмы головы после падения в шахту.

## Достижения
ЦСКА (София)
- Чемпион Болгарии (4) : 1974/1975, 1975/1976, 1979/1980, 1980/1981
- Обладатель Кубка Болгарии (1): 1974